# Madrid Open 2022
Il Madrid Open 2022, ufficialmente Mutua Madrid Open 2022 per motivi di sponsorizzazione, è un torneo di tennis disputato sulla terra rossa. 
È stata la 20ª edizione ATP e la 13ª edizione WTA del Madrid Open. Faceva parte della categoria ATP Tour Masters 1000 nell'ambito dell'ATP Tour 2022 e dei WTA Tour 1000 nell'ambito del WTA Tour 2022. Entrambe le competizioni, maschile e femminile, si sono tenute alla Caja Mágica di Madrid, in Spagna, dal 28 aprile all'8 maggio 2022.

## Partecipanti ATP

### Teste di serie
| Nazionalità | Giocatrice            | Ranking* | Testa di serie |
| ----------- | --------------------- | -------- | -------------- |
| Serbia      | Novak Đoković         | 1        | 1              |
| Germania    | Alexander Zverev      | 3        | 2              |
| Spagna      | Rafael Nadal          | 4        | 3              |
| Grecia      | Stefanos Tsitsipas    | 5        | 4              |
| Norvegia    | Casper Ruud           | 7        | 5              |
|             | Andrej Rublëv         | 8        | 6              |
| Spagna      | Carlos Alcaraz        | 9        | 7              |
| Canada      | Félix Auger-Aliassime | 10       | 8              |
| Regno Unito | Cameron Norrie        | 11       | 9              |
| Italia      | Jannik Sinner         | 12       | 10             |
| Stati Uniti | Taylor Fritz          | 13       | 11             |
| Polonia     | Hubert Hurkacz        | 14       | 12             |
| Argentina   | Diego Schwartzman     | 15       | 13             |
| Canada      | Denis Shapovalov      | 16       | 14             |
| Stati Uniti | Reilly Opelka         | 17       | 15             |
| Spagna      | Pablo Carreño Busta   | 18       | 16             |
| Spagna      | Roberto Bautista Agut | 19       | 17             |

* Ranking al 25 aprile 2022.

### Altri partecipanti
I seguenti giocatori hanno ricevuto una wild card per il tabellone principale:
- Jack Draper
- Carlos Gimeno Valero
- Andy Murray
- Lucas Pouille

I seguenti giocatori sono entrati nel tabellone principale grazie al ranking protetto:
- Borna Ćorić
- Dominic Thiem

I seguenti giocatori sono passati dalle qualificazioni:

1. Kwon Soon-woo
2. Dušan Lajović
3. Lorenzo Musetti
4. Maxime Cressy

1. Hugo Dellien
2. Benoît Paire
3. David Goffin

Il seguente giocatore è entrato in tabellone come lucky loser:
- Ugo Humbert

### Ritiri
Prima del torneo
- Matteo Berrettini → sostituito da  Botic van de Zandschulp
- Daniil Medvedev → sostituito da  Alejandro Davidovich Fokina
- Taylor Fritz → sostituito da  Ugo Humbert
- Stan Wawrinka → sostituito da  Pedro Martínez

## Partecipanti ATP doppio

### Teste di serie
| Nazionalità | Giocatore             | Nazionalità   | Giocatore        | Ranking* | Teste di serie |
| ----------- | --------------------- | ------------- | ---------------- | -------- | -------------- |
| Stati Uniti | Rajeev Ram            | Regno Unito   | Joe Salisbury    | 3        | 1              |
| Spagna      | Marcel Granollers     | Argentina     | Horacio Zeballos | 9        | 2              |
| Croazia     | Nikola Mektić         | Croazia       | Mate Pavić       | 9        | 3              |
| Francia     | Pierre-Hugues Herbert | Francia       | Nicolas Mahut    | 15       | 4              |
| Colombia    | Juan Sebastián Cabal  | Colombia      | Robert Farah     | 26       | 5              |
| Australia   | John Peers            | Slovacchia    | Filip Polášek    | 26       | 6              |
| Paesi Bassi | Wesley Koolhof        | Regno Unito   | Neal Skupski     | 32       | 7              |
| Regno Unito | Jamie Murray          | Nuova Zelanda | Michael Venus    | 33       | 8              |

* Ranking al 25 aprile 2022.

### Altri partecipanti
Le seguenti coppie di giocatori hanno ricevuto una wild card per il tabellone principale:
- Carlos Alcaraz /  Marc López
- Pablo Carreño Busta /  Pedro Martínez
- Petros Tsitsipas /  Stefanos Tsitsipas

Le seguenti coppie di giocatori sono entrate in tabellone usando il ranking protetto:
- Łukasz Kubot /  Édouard Roger-Vasselin
- Kevin Krawietz /  Andreas Mies

Le seguenti coppie di giocatori sono entrate in tabellone come alternate:
- Nikoloz Basilašvili /  Aleksandr Bublik
- Federico Delbonis /  Andrés Molteni

### Ritiri
Prima del torneo
- Taylor Fritz /  Reilly Opelka → sostituiti da  Federico Delbonis /  Andrés Molteni
- Sander Gillé /  Joran Vliegen → sostituiti da  Nikoloz Basilašvili /  Aleksandr Bublik
- Tim Pütz /  Michael Venus → sostituiti da  Jamie Murray /  Michael Venus

## Partecipanti WTA

### Teste di serie
| Nazionalità | Giocatrice               | Ranking* | Testa di serie |
| ----------- | ------------------------ | -------- | -------------- |
| Polonia     | Iga Świątek              | 1        | 1              |
| Spagna      | Paula Badosa             | 2        | 2              |
|             | Aryna Sabalenka          | 4        | 3              |
| Grecia      | Maria Sakkarī            | 5        | 4              |
| Rep. Ceca   | Karolína Plíšková        | 7        | 5              |
| Stati Uniti | Danielle Collins         | 8        | 6              |
| Spagna      | Garbiñe Muguruza         | 9        | 7              |
| Tunisia     | Ons Jabeur               | 10       | 8              |
| Regno Unito | Emma Raducanu            | 11       | 9              |
| Lettonia    | Jeļena Ostapenko         | 12       | 10             |
| Svizzera    | Belinda Bencic           | 13       | 11             |
| Stati Uniti | Jessica Pegula           | 14       | 12             |
|             | Anastasija Pavljučenkova | 15       | 13             |
| Stati Uniti | Cori Gauff               | 16       | 14             |
|             | Viktoryja Azaranka       | 17       | 15             |
| Kazakistan  | Elena Rybakina           | 18       | 16             |
| Canada      | Leylah Fernandez         | 20       | 17             |

* Ranking al 25 aprile 2022.

### Altre partecipanti
Le seguenti giocatrici hanno ricevuto una wild card per il tabellone principale:
- Naomi Ōsaka
- Mónica Puig
- Marta Kostjuk
- Zheng Qinwen
- Linda Fruhvirtová

La seguente giocatrice è entrata nel tabellone principale grazie al ranking protetto:
- Karolína Muchová

Le seguenti giocatrici sono passate dalle qualificazioni:

1. Ekaterina Aleksandrova
2. Irina-Camelia Begu
3. Anna Bondár
4. Marie Bouzková
5. Océane Dodin
6. Varvara Gračëva

1. Kaia Kanepi
2. Petra Martić
3. Andrea Petković
4. Anastasija Potapova
5. Anna Karolína Schmiedlová
6. Dajana Jastrems'ka

Le seguenti giocatrici sono entrate in tabellone come lucky loser:
- Beatriz Haddad Maia
- Greet Minnen

### Ritiri
Prima del torneo
- Sofia Kenin → sostituita da  Julija Putinceva
- Angelique Kerber → sostituita da  Kateřina Siniaková
- Anett Kontaveit → sostituita da  Ana Konjuh
- Barbora Krejčíková → sostituita da  Alison Riske
- Elise Mertens → sostituita da  Beatriz Haddad Maia
- Camila Osorio → sostituita da  Shelby Rogers
- Elina Svitolina → sostituita da  Anhelina Kalinina
- Iga Świątek → sostituita da  Greet Minnen
- Markéta Vondroušová → sostituita da  Nuria Párrizas Díaz

## Partecipanti WTA doppio

### Teste di serie
| Nazionalità | Giocatrice         | Nazionalità   | Giocatrice          | Ranking* | Teste di serie |
| ----------- | ------------------ | ------------- | ------------------- | -------- | -------------- |
| Australia   | Storm Sanders      | Cina          | Zhang Shuai         | 22       | 1              |
| Canada      | Gabriela Dabrowski | Messico       | Giuliana Olmos      | 29       | 2              |
| Stati Uniti | Desirae Krawczyk   | Paesi Bassi   | Demi Schuurs        | 33       | 3              |
| Cile        | Alexa Guarachi     | Slovenia      | Andreja Klepač      | 35       | 4              |
| Stati Uniti | Cori Gauff         | Stati Uniti   | Jessica Pegula      | 41       | 5              |
| Kazakistan  | Anna Danilina      | Brasile       | Beatriz Haddad Maia | 58       | 6              |
| Cina        | Xu Yifan           | Cina          | Yang Zhaoxuan       | 59       | 7              |
| Giappone    | Shūko Aoyama       | Taipei cinese | Chan Hao-ching      | 61       | 8              |

### Altre partecipanti
Le seguenti giocatrici hanno ricevuto una wild card per il tabellone principale:
- Cristina Bucșa /  Nuria Párrizas Díaz

Le seguenti giocatrici sono entrate nel tabellone principale grazie al ranking protetto:
- Julia Lohoff /  Renata Voráčová
- Han Xinyun /  Aleksandra Panova

### Ritiri
Prima del torneo
- Ulrikke Eikeri /  Catherine Harrison → sostituite da  Ulrikke Eikeri /  Tereza Mihalíková
- Lucie Hradecká /  Sania Mirza → sostituite da  Kaitlyn Christian /  Oksana Kalašnikova
- Nadežda Kičenok /  Raluca Olaru → sostituite da  Nadežda Kičenok /  Ekaterine Gorgodze
- Veronika Kudermetova /  Elise Mertens → sostituite da  Elena Rybakina /  Ljudmila Samsonova
- Tereza Martincová /  Markéta Vondroušová → sostituite da  Julia Lohoff /  Renata Voráčová
- Aleksandra Panova /  Monica Niculescu → sostituite da  Aleksandra Panova /  Han Xinyun

## Punti
| Torneo              | V    | F   | SF  | QF  | 3T   | 2T  | 1T | Q    | Q2   | Q1   |
| Singolare maschile  | 1000 | 600 | 360 | 180 | 90   | 45  | 10 | 25   | 16   | 0    |
| Doppio maschile     | 1000 | 600 | 360 | 180 | N.D. | 90  | 0  | N.D. | N.D. | N.D. |
| Singolare femminile | 1000 | 650 | 390 | 215 | 120  | 65  | 10 | 30   | 20   | 2    |
| Doppio femminile    | 1000 | 650 | 390 | 215 | N.D. | 120 | 10 | N.D. | N.D. | N.D. |

## Campioni

### Singolare maschile
Carlos Alcaraz ha sconfitto  Alexander Zverev con il punteggio di 6-3, 6-1.
- È il quinto titolo in carriera per Alcaraz, il quarto della stagione.

### Singolare femminile
Ons Jabeur ha sconfitto in finale  Jessica Pegula con il punteggio di 7-5, 0-6, 6-2.
- È il primo titolo stagionale per la Jabeur, il secondo della carriera.

### Doppio maschile
Wesley Koolhof /  Neal Skupski hanno sconfitto  Robert Farah /  Juan Sebastián Cabal con il punteggio di 6(4)-7, 6-4, [10-5].

### Doppio femminile
Gabriela Dabrowski /  Giuliana Olmos hanno sconfitto in finale  Desirae Krawczyk /  Demi Schuurs con il punteggio di 7-6(1), 5-7, [10-7].